# Tibro
Tibro es una localidad de Suecia perteneciente a la provincia de Västra Götaland. La superficie total es 7,89 km² y la población 8522 habitantes (2018). Tiene una gran tradición en la industria de producción de muebles, siendo muy numerosas las empresas que se dedican a esta actividad. Está localizada entre los dos mayores lagos del país, el Vänern y el Vättern, muy próxima a la línea de ferrocarril Estocolmo-Gotemburgo por la que se puede llegar a Estocolmo en dos horas y a Gotemburgo en una. El aeropuerto más próximo se encuentra en Skövde.

## Personajes famosos
- Robin Söderling, jugador profesional de tenis nacido el 14 de agosto de 1984.